# Dolfijnenkind (boekenreeks)
Het Dolfijnenkind is een boekenserie geschreven door Patrick Lagrou en geïllustreerd door Marijke Meersman. Het is bedoeld voor kinderen vanaf 12 jaar. Het zijn avonturen met dolfijnen. De reeks begon in 1992 en was in 2012 aan haar tiende deel toe. Het zijn aparte verhalen, maar vanaf boek 5 volgen ze elkaar zowat rechtstreeks op. Boek 9 maakt het verhaal van boek 8 af. In Duitsland, Oostenrijk en Zwitserland is de reeks verschenen onder de naam Insel der Delfine, in de Verenigde Staten en Canada onder de naam Dolphinchild Series en in Frankrijk als L'Enfant Dauphin. Van alleen al het eerste boek zijn er wereldwijd al meer dan 150.000 exemplaren verkocht, en van de hele serie meer dan 300.000. De Klimaatreeks, waarvan het eerste boek reeds is verschenen, is een soort vervolg op de Dolfijnenkindboeken.

## Het ontstaan en groeien van de reeks
Het Dolfijnenkind is ontstaan op aanvraag door Lagrous dochter. Het was niet de bedoeling dat het een hele reeks zou worden. Maar na het eerste deel, het dolfijnenkind, werd later een tweede en derde deel geschreven. Dit na aanvraag, namelijk door de scholieren die de boeken zo goed vonden. Het vierde is ook ontstaan op aanvraag. Toen heeft Lagrou besloten van de reeks nog langer te maken. Vanaf het vijfde boek zouden de verhalen zich meteen achter elkaar afspelen, hoewel het wel aparte verhalen zouden zijn, behalve boek 8 en 9. Later zullen weer boeken volgen die zich met tussentijden afspelen.

## De serie
Overzicht van de boeken:
| Deel    | Naam                        | Verschijning   |
| ------- | --------------------------- | -------------- |
| Deel 1  | Het dolfijnenkind           | 1992           |
| Deel 2  | Het monster uit de diepte   | 1995           |
| Deel 3  | De poorten van Atlantis     | 1998           |
| Deel 4  | De schat van de boekaniers  | 2001           |
| Deel 5  | Verdwenen in de Sargassozee | 2005           |
| Deel 6  | Red de dolfijnen!           | 2007           |
| Deel 7  | Dolfijnen vrij!             | 2008           |
| Deel 8  | Offer in de Andes           | 2006           |
| Deel 9  | Dans van de roze dolfijn    | 2010           |
| Deel 10 | Victoria                    | September 2012 |
| Bonus   | Het grote Dolfijnenkindboek | September 2012 |
| Deel 11 | Geen info                   | ?              |
| Deel 12 | Geen info                   | ?              |

Duitstalig:
- Insel Der Delphine

1. Sturmwarnung!
2. Das Monster aus der Tiefe
3. Der Fluch von Atlantis
4. Das Piratenschiff

Engelstalig:
- Dolphinchild Series

1. Born Among The Dolphins
2. Monster Of The Deep

Franstalig:
- L'Enfant Dauphin

1. L'Enfant Dauphin

## De boeken apart

### 1: Het dolfijnenkind
Marijn bezoekt met zijn klas een dolfinarium en duikt in het water om met de dolfijnen mee te zwemmen. Dit blijkt betrekking te hebben op zijn verleden. Samen met moeder Saskia vertrekt hij naar de Bahama's, waar Marijn is geboren, maar ook waar zijn vader, Ben Jansen, voor Marijns geboorte op geheimzinnige wijze is overleden.
In 2012 werd vanwege het twintigjarig bestaan van Het Dolfijnenkind een speciale dertigste druk uitgegeven.

### 2: Het monster uit de diepte
Marijn woont samen met zijn ouders al 2 jaar op Long Island. Nu zijn Ben en Saskia beiden weg, wanneer er een schip is gezonken, en een watervliegtuig door een storm in zee is beland. Een professor komt vragen of hij hulp kan krijgen met onderzoeken in de blauwe gaten. Marijn mag meedoen. Maar de wetenschappers doen wel vreemd, wat Marijn tot onderzoek aanzet.

### 3: De poorten van Atlantis
Er komt een witte bultrug in de lagune voor Marijn Jansens huis vast te zitten. Zijn vader keert dadelijk terug naar Long Island. Talitha, Marijns vriendin die met walvissen kan communiceren, vertelt hen dat de walvis een boodschap voor hen heeft. De autoriteiten komen erachter, en Ben en de anderen moeten stilhouden wat ze gezien hebben. Als Marijns vader terug is vertrokken, komt de walvisvaarder van kapitein Olavsen aan in de Columbusbaai. Hij heeft de opdracht de bultrug af te maken. Kapitein Paul Johnson, iemand die de strijd tegen walvisvaarders heeft ingezet, komt Marijn en Talitha te hulp. Ben zit in Argentinië, Marijn, Talitha en Paul Johnson varen naar Zuid-Amerika waar Olavsen ook naartoe gaat.

### 4: De schat van de boekaniers
Marijn en Talitha zijn samen met Bob Thomson op zoek naar het wrak van de Golden Gore. Wanneer Marijn op expeditie vertrekt met Talitha, wordt hun schip gekaapt, maar zij tweeën kunnen ontsnappen. Marijn komt er dan achter dat piraterij nog altijd bestaat.

### 5: Verdwenen in de Sargassozee
Na een hevige winterstorm komt aan de Atlantische kust van Long Island een veld van wier te liggen, dat volgens een zekere doctor Otto Wagner van de Sargassozee komt. Hierna ondervindt Marijn vreemde verschijnselen: kompassen die tilt slaan en verschijningen die er eigenlijk niet zijn. Marijn zoekt dit alles uit.

### 6: Red de dolfijnen!
Red de dolfijnen! speelt zich meteen na boek 5 af.
Marijn en Ben Jansen krijgen foto's toegestuurd van een Amerikaanse journalist die in het Japanse stadje Taiji iets verschrikkelijks heeft meegemaakt, waardoor ze besluiten meteen naar ginder te vertrekken. Hier proberen ze de slachtpartijen op dolfijnen te stoppen.

### 7: Dolfijnen vrij!
Dolfijnen vrij! speelt zich zonder onderbreking na boek 6 af.
Talitha heeft Marijn laten vallen sinds hij terug is uit Japan. Hij weet niet wat haar scheelt. Met de dolfijnen is iets vreemds aan de hand. Op de Florida Keys worden een paar mensen aangevallen door een dolfijn, en op Long Island stranden tientallen dolfijnen. Ben Jansen en een bevriende collega komen erachter dat er iets met hun gehoor mis is. Marijn wordt te hulp geroepen door Bruce, de fotograaf van in boek 6. Hij moet dringend naar Florida. Daar komt hij erachter dat er een organisatie bezig is met iets wat waarschijnlijk verschrikkelijke gevolgen zal hebben. Marijn onderneemt hierdoor actie tegen de organisatie.

### 8: Offer in de Andes
Offer in de Andes begint meteen na Dolfijnen Vrij!
Marijn komt op Long Island erachter dat Talitha nog steeds niets met hem te maken wil hebben. Het eiland wordt al de ganse zomer geteisterd door een hittegolf die iedereen van het eiland heeft weggekregen. Marijns verjaardag is dus absoluut niet leuk, en diezelfde namiddag vertrekken zijn ouders naar Europa. Dan zit hij alleen op het eiland, want behalve Jason heeft hij niemand meer. Ook Derby is verdwenen. Hij is een paar maanden daarvoor vertrokken met een groep dolfijnen. Op de hele vakantie wordt nog een domper gezet als hij een brief krijgt van Bob Thomson, de schatgraver, dat hij die zomer niet kan komen omdat er een vondst is gedaan aan het Titicacameer in Zuid-Amerika. De opgravingen van de Golden Gore moeten nog een jaar wachten. Zacharius sterft op een nogal rare en onnatuurlijke manier. Marijn hoeft niet lang na te denken: hij gaat naar het Titicacameer. Paul Johnson, de kapitein die hij nog kent van het avontuur in Antarctica, komt voorbij Long Island gevaren. Marijn mag met hem mee. Voor hij vertrekt gebeuren er nog een paar rare dingen, en wanneer hij in Arica in Chili aan land gaat, wordt hij gevolgd. Eenmaal aan het Titicacameer komt hij achter een vreselijke waarheid: niet alleen Bob Thomson is daar, maar ook zijn eerste tegenstander die in april is vrijgelaten.

### 9: Dans van de roze dolfijn
Dans van de Roze Dolfijn is het vervolg op Offer in de Andes, en begint 3 maanden na het einde van boek .
Marijn en zijn vader gaan naar Brazilië om de Amazone-dolfijn te bestuderen. Eenmaal daar aangekomen, vindt Marijn allemaal aanwijzingen die naar Talitha verwijzen. Marijn besluit haar te gaan zoeken, en gaat op zijn eentje met zijn vliegtuigje naar de regenwouden van Ecuador. Maar daar zijn allerlei gevaren, zoals koppensnellers...

### 10: Victoria
Victoria is het tiende boek in de Dolfijnenkind-reeks en het vijfde en laatste deel in de tweede reeks van vijf.
Marijn en Talitha gaan samen met hun pasgeboren dochter naar Haïti, waar Marijn kennis gaat maken met Talitha's familie. Maar onderweg naar het dorp gebeuren er vreemde dingen en aangekomen bij het dorp zelf is het compleet verlaten. Er hangt er een angstaanjagende sfeer.

### Het grote Dolfijnenkindboek
Het grote Dolfijnenkindboek is een extra boek in de Dolfijnenkind-boeken.
In 2012 bestond de Dolfijnenkind-reeks twintig jaar - daarom heeft Lagrou dit rijk geïllustreerde boek geschreven, over gebeurtenissen, plekken en verhalen die lezers uit de serie herkennen.

### 11en12
Over deze twee boeken is nog geen enkele info bekend, zelfs geen titels. Op de binnenkant van Lagrous nieuwste boek, De grote ramp, staat vermeld dat de Dolfijnenkind-serie 12 boeken zal tellen.

## Personages
Voor meer informatie over personages die ook meespelen of voor het eerst te zien zijn in De Klimaatreeks, zie De Klimaatreeks.

### Medestanders
- Marijn Jansen is het hoofdpersonage in de reeks. Hij is onder water geboren en heeft daardoor een dolfijn als vriend, Derby. Hij heeft eerst 3 jaar op de Bahama's gewoond, dan 10 jaar in België, en sindsdien terug op de Bahama's. Hij is altijd nieuwsgierig, en dat veroorzaakt altijd nieuwe avonturen. Zijn vriendinnetje is Talitha. Met haar heeft hij een dochter, Victoria.
- Ben Jansen is Marijns vader. Hij heeft zichzelf 13 jaar door laten gaan voor een drugdealer, zodat zijn vrouw en zoon veilig zouden zijn. Ben is zeebioloog en gespecialiseerd in dolfijnen. Marijn is zijn assistent. Hij geraakt soms - zonder dat dat zijn bedoeling is - betrokken bij Marijns avonturen.
- Saskia Arens is de moeder van Marijn. Ze heeft haar leven van 3 jaar op de Bahama's voor Marijn verborgen gehouden. Later is ze terug met haar man samen gaan wonen op Long Island. Ze is soms nogal bezorgd om Marijn wanneer die weer een avontuur beleefd.
- Talitha is het vriendinnetje van Marijn. Ze speelt pas mee vanaf boek 2, en wanneer Marijn na boek 6 terug is uit Japan, wil ze niets meer met hem te maken hebben. De laatste keer dat Marijn haar heeft gezien, was op het Titicacameer. Later (in boek 9) gaat Marijn haar zoeken. Op het einde van het boek vliegt hij met haar terug naar zijn vader, wanneer Talitha achter hem zit en hem met beide armen vasthoudt. Haar grootmoeder is Mama Loeka. Victoria is haar dochter.
- Victoria wordt geboren in Offer in de Andes en is Marijn en Talitha's dochter. Ze is nog maar een baby in de latere boeken van de Dolfijnenkind-serie, maar speelt een van de hoofdrollen in De Klimaatreeks.
- De 'dolfijnenbroer' van Marijn is Derby. Hij was een paar dagen voor Marijn geboren. Wanneer Marijn in het water is, kunnen ze elkaar een beetje begrijpen. In boek 8 is Derby meegezwommen met een groep dolfijnen, maar later met een dolfijnenvrouwtje en een baby teruggekomen.
- Mama Louka is een soort kruidenmengster. Ze is één en al geheimzinnigheid. De bewoners van Long Island gaan liever een stukje om dan haar tegen te komen. Ze waarschuwt Marijn dikwijls dat 'hij zijn hart moet volgen', waarmee ze bedoelt dat hij moet doen wat hij wil. Als Mama Louka bij hem langskomt, is dat altijd een voorbode voor een nieuw avontuur.
- Roby is een gepensioneerde piloot en een vriend van de familie Jansen. Hij rijdt met een witte bestelwagen rond en verplaatst zich zo bijna overal naartoe. Hoewel hij dat doet, verandert of verbetert hij dikwijls iets in zijn huis. Hij is bezeten door vliegtuigen.
- Jason was vroeger Bens assistent, tot die zijn dood in scène had gezet. Daarna werd hij de baas van de duikschool in de marina. Hij is ook een vriend van de Jansens.
- De kapitein van het schip Moby Dick heet Paul Johnson. Hij helpt walvissen en dolfijnen door de strijd aan te binden tegen walvisvaarders en anderen van hun soort. Hij is ongenadig, en daardoor uit een vereniging gegooid. Hij helpt Marijn en Talitha te zoeken naar het verzonken Atlantis, en vaart Marijn later nog naar Arica in Chili.
- Bob Thomson is de man die de opgravingen van de Golden Gore heeft gestart. Hij heeft beloofd Marijn een bronzen kanon te geven. Hij verschijnt terug in boek 8, wanneer hij opgravingen doet op het Eiland van de Zon in het Titicacameer.
- De professor die de oneindige energiebron heeft ontdekt, heet John de Verschrikkelijke. Die bijnaam heeft hij gekregen doordat hij zijn huis 3 keer in brand heeft laten vliegen, 2 keer gedeeltelijk heeft laten ontploffen, en 1 keer bijna gedood door een van zijn experimenten. Hij helpt mee het raadsel rond de Sargassozee op te lossen.

### Tegenstanders
- Braunschwein of Braunschweig (Duits voor 'Bruin zwijn') is Marijns eerste tegenstander. Braunschwein was iemand die zich met drugs bezighield. Hij krijgt een gevangenisstraf voor 15 jaar, maar komt 4,5 jaar later terug vrij. Hij lokte later Marijn in de val aan het Titicacameer. Hij is gestorven op het einde van boek 8. Charly Dulles is Braunschweins rechterhand, en wordt op het einde van boek 1 gedood wanneer hij en Marijn van de kliffen springen. Dan wordt hij door de branding tegen de klif geworden.
- Mijnheer Goldberg en Professor Polype zijn de tegenstanders in boek 2. Zij zijn op zoek naar de roze dolfijn die Talitha en Marijn beschermen. Wanneer het Marinarium in Los Angeles instort, kunnen ze ontkomen, want op het einde van boek 6 spelen ze terug een rol in Puerto Rico, waar ze later gearresteerd worden.
- Kapitein Olavsen en Señor Correiras zijn 2 mannen die de overblijfselen van Atlantis willen doen verdwijnen, zodat Argentinië Antarctica kan bezetten. Olavsen is ook walvisvaarder die achter de witte bultrug Hrünta aanzit. Z'n schip wordt gekelderd door Paul Johnson op het einde van boek 3.
- De Russische Maffia zijn de tegenstanders in boek 4. Ze huizen op een eiland in de Orinoco-delta, toevallig hetzelfde eiland waarop Marijn en Talitha landen. Rodney, die bij de opgravingen van de Golden Gore meehielp hoorde ook bij hen. Ze zijn later gearresteerd.
- De oom van John de Verschrikkelijke is een nieuwe tegenstander van Marijn. Hij wilde met de eer van de onuitputtelijke energiebron gaan lopen. Hij is later met zijn helpers in de Sargassozee gezonken.
- De dolfijnenjagers zijn in Taiji de vijanden van Marijn. Zij maken de praktijken waar het in boek 6 rond draait waar. Ze zijn daar niet met gestopt.
- ANIMALIA is een zogenaamde groep dierenliefhebbers die in Florida actief is. Ze willen eigenlijk het profiel van de dolfijnen kapot maken door hen zo op te hitsen dat de dieren mensen gaan aanvallen. Op het einde van boek 7 wordt de bende opgepakt.
- Ramon Bastos speelt de eerste keer mee in Verdwenen in de Sargassozee, als handlanger van Johns oom. In boek 9 speelt hij echter ook weer mee. Marijn en Talitha zijn maar op het nippertje aan hem kunnen ontsnappen

## De Klimaatreeks
Deze nieuwe serie fixeert op de problemen die de mens te wachten staan als het klimaat blijft veranderen - en we daar niets tegen doen. Het eerste en tweede deel in de serie, De Grote Ramp en De Grote Ommekeer, zijn al verschenen. Patrick Lagrou heeft vijf jaar lang aan het eerste boek gewerkt.

### Verwantschap metDolfijnenkind
De hoofdrolspeler van deze nieuwe serie, Victoria, is tevens de dochter van Marijn en Talitha. Ze is het kind dat Marijn op het einde van de gebeurtenissen in Offer in de Andes. Ook draagt het tiende boek in de serie haar naam. Later krijgen Marijn en Talitha nog twee kinderen. Langs de binnenkant van de kaft van De Grote Ramp staat dat de Dolfijnenkind-serie 12 boeken zal tellen. De Klimaatreeks is daar een vervolg op.